# Довлатов Сергій Донатович
Сергій Довлатов (за паспортом Сергій Довлатов-Мечик; рос. Серге́й Дона́тович Довла́тов-Ме́чик; *3 вересня 1941, Уфа — †24 серпня 1990, Нью-Йорк) — російський письменник та журналіст єврейсько-вірменського походження.

## Життєпис
Сергій Довлатов народився 3 вересня 1941 року в Уфі, у родині театрального режисера, єврея за походженням Доната Ісааковича Мечика (1909—1995) і літературної коректорки Нори Сергіївни Довлатової (1908—1999), вірменки за походженням.
З 1944 року жив у Ленінграді. 1959 року вступив на відділення фінської мови філологічного факультету Ленінградського державного університету і вчився там два з половиною роки. Спілкувався з ленінградськими поетами Євгеном Рейном, Анатолієм Найманом, Йосипом Бродським і письменником Сергієм Вольфом («Невидима книга»), художником Олександром Неждановом. З університету його було виключено за неуспішність.
Згодом три роки прослужив у внутрішніх військах, охороняючи виправні колонії в Республіці Комі (селище Чиньяверек). За спогадами Бродського, Довлатов повернувся з армії «як Толстой з Криму, з сувоєм оповідань і трохи приголомшеним поглядом».
Довлатов вступив на факультет журналістики ЛДУ, працював у студентській багатотиражці Ленінградського кораблебудівного інституту «За кадры верфям», писав оповідання.

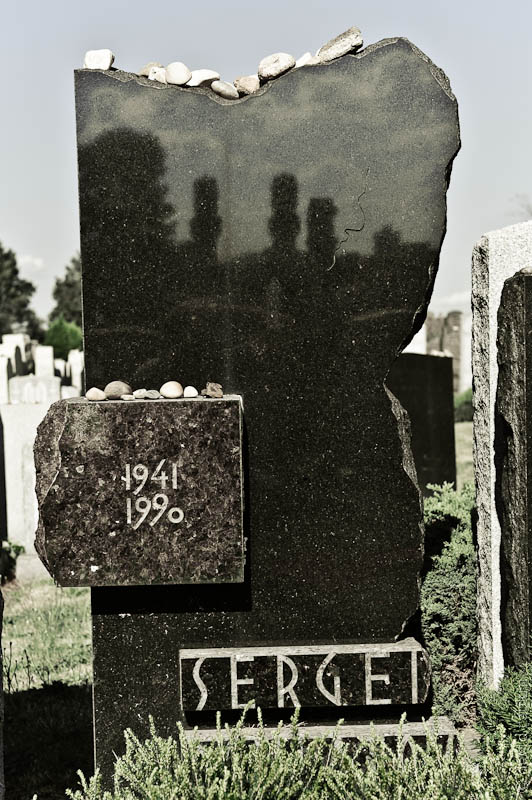
Могила Довлатова в Нью-Йорку.

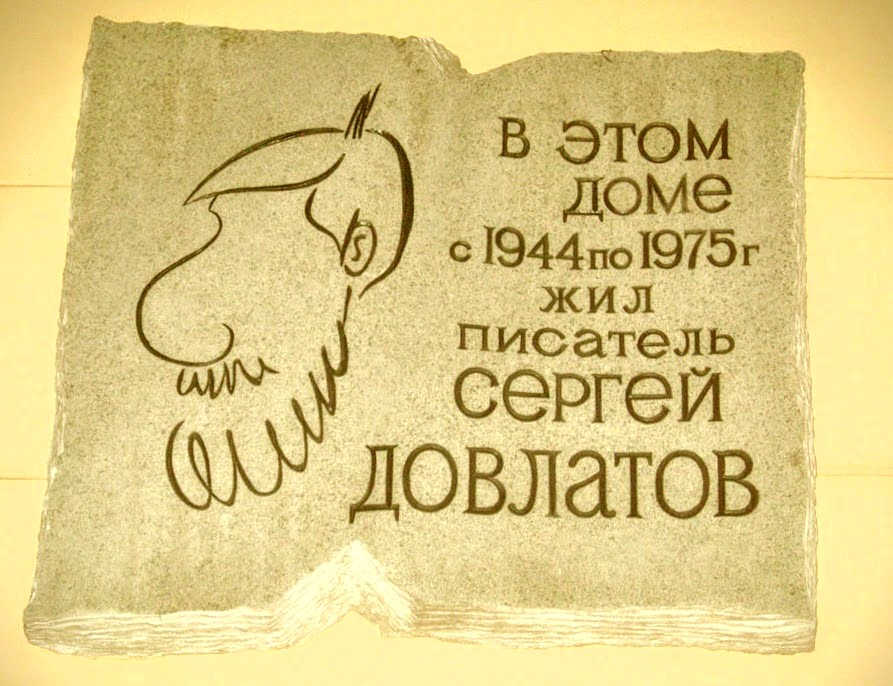
Пам'ятна табличка на домі Сергія Довлатова в СПб по вулиці Рубінштейна

Його запросили до групи «Горожане», яку заснували Марамзін, Єфімов, Вахтін і Губін. Працював літературним секретарем Віри Панової.
З вересня 1972 до березня 1975 жив у Естонії. Для отримання талліннської прописки близько двох місяців працював кочегаром в котельні, разом із тим був позаштатним кореспондентом газети «Советская Эстония». Пізніше його прийняли на роботу в щотижневу газету «Моряк Эстонии», яку випускало Естонське морське пароплавство, де він обіймав посаду відповідального секретаря. Був позаштатним співробітником міської газети «Вечерний Таллин». Влітку 1972 року його прийняли на роботу у відділ інформації газети «Советская Эстония». У своїх оповіданнях, які увійшли до книги «Компроміс», Довлатов описує історії зі своєї журналістської практики кореспондента «Советская Эстония», а також розповідає про роботу редакції та життя своїх колег-журналістів. Набір його першої книги «П'ять кутів» у видавництві «Eesti Raamat» було знищено за вказівкою КДБ Естонської РСР.
Працював екскурсоводом в Пушкінському заповіднику під Псковом (Михайлівське). 1975 року повернувся до Ленінграда. Працював у журналі «Костёр». Писав прозу, проте журнали відкидали його твори. Оповідання на виробничу тему «Інтерв'ю» було опубліковано 1974 року в журналі «Юность».
Довлатов публікувався в самвидаві, а також у емігрантських журналах «Континент», «Время и мы».
1978 року через переслідування з боку влади Довлатов емігрував із СРСР, оселившись у Нью-Йорку, де став головним редактором щотижневої газети «Новый американец». Членами його редколегії були Борис Меттер; Олександр Геніс; Петро Вайль; Ніна Аловерт — балетний і театральний фотограф, автор багатьох фотографій Довлатова; Григорій Рискін — поет і есеїст, та інші. Газета швидко завоювала популярність в емігрантському середовищі. Одна за одною виходили книги його прози. До середини 1980-х років домігся великого читацького успіху, друкувався в престижних журналах «Партизан Ревью» і «The New Yorker».
За дванадцять років еміграції видав дванадцять книг у США та Європі. В СРСР письменника знали за самвидавом та авторською передачею на радіо «Свобода».
Сергій Довлатов помер 24 серпня 1990 року в Нью-Йорку від серцевої недостатності. Похований у вірменській частині єврейського цвинтаря «Маунт-Геброн» в нью-йоркському районі Квінс.

## Твори

### Екранізація творів
- 1992 — «По прямій» — художній фільм за мотивами оповідань С. Довлатова, реж. Сергій Чліянц
- 1992 — «Комедія строгого режиму[ru]» — художній фільм за мотивами твору «Зона[ru]» С. Довлатова, реж. Володимир Студенников